# Rebutia einsteinii

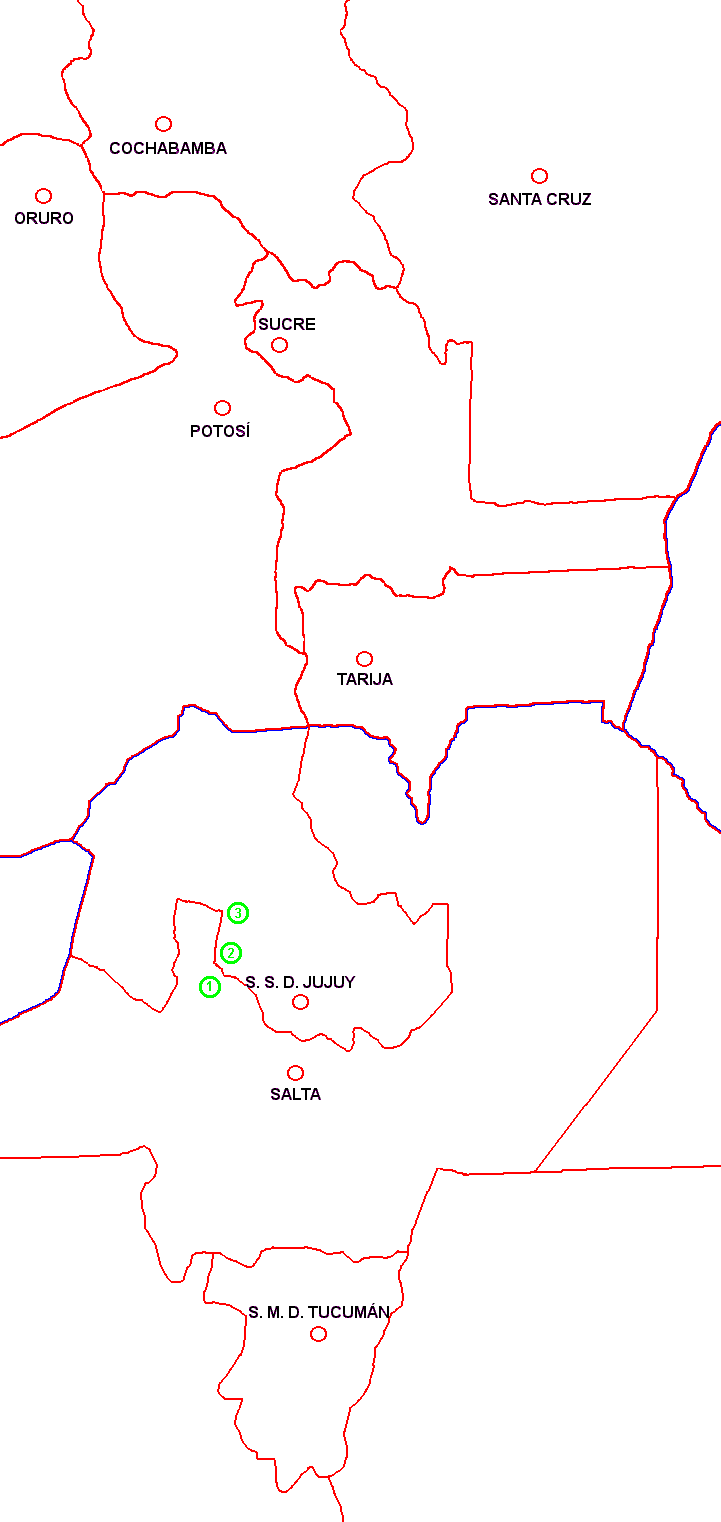
Mapa rozšíření R. einsteinii f. einsteinii

Rebutia einsteinii je velmi zajímavý druh rodu rebucie, jehož nalezení i publikace jsou spojeny s A. V. Fričem. Pojmenován byl na počest Alberta Einsteina, jednoho z největších fyziků všech dob.

## Rebutia einsteiniiFrič f.einsteinii
Frič, Alberto Vojtěch; Möllers Deutsche Gärtnerzeitung, 23: 267, 1931
Sekce Setirebutia, řada Einsteinii
Synonyma: 
- Mediolobivia schmiedcheniana (Köhler) Krainz f. einsteinii (Frič) Backeb., Descriptiones cactacearum novarum, 1: 30, 1956
- Lobivia einsteinii (Frič) Rausch, Lobivia 85, p. 28, 1985

## Popis
Stonek 100 – 150 mm vysoký, 20 mm široký, pokožka matně zelená až fialově červenohnědá, temeno málo snížené, spíše vystupující do špičky, pokryté odstávajícími rezavě hnědými trny. Žebra zcela rozložená do nízkých hrbolků; areoly oválné, asi 1 mm velké, pokryté krátkou světle hnědou plstí. Okrajových trnů 10 – 11, 5 – 7 mm dlouhé, zprvu hnědé, později světle šedé; středové trny často chybějí, ve stáří až 3, 10 i více mm dlouhé, hnědé; všechny trny dole cibulkovitě zesílené, na bázi hnědé.
Květy zvonkovité, 35 mm dlouhé a široké, žloutkově žluté; květní lůžko asi 3,5 mm široké, hnědé, pokryté rezavě hnědou vlnou; květní trubka krátce nálevkovitá, nazelenale hnědá, pokrytá jako květní lůžko; okvětní plátky ve dvou řadách, úzké, špičaté, žloutkově žluté s tmavším středním proužkem; nitky oranžové, prašníky žluté; blizna světle žlutá, se 6 rameny přesahujícími nejvyšší prašníky. Plod kulovitý, asi 8 mm široký, tmavě hnědý. Semena, asi 0,6 mm dlouhá, šedohnědá.

## Variety a formy
Rebutia einsteinii je druh značně variabilní, zejména ve velikosti a barvě těla a délce a barvě otrnění. Již od Friče dostala řada těchto samostatná druhová jména, která však na rozdíl od druhu R. einsteinii zůstala bez platného popisu. Navíc i Fričův popis R. einsteinii zůstal zčásti neznámý a zčásti byl zavrhován z různých, tenkrát i politických důvodů. Proto byl jen málo odchylný taxon, který lze odlišit pouze na úrovni formy, popsán U. Köhlerem v roce 1939 jako Lobivia schmiedcheniana. V roce 1940 byly Wessnerem popsány další dva taxony z okruhu R. einsteinii jako Lobivia conoidea a Lobivia columnaris. Tyto poslední tři taxony byly roku 1947 přeřazeny H. Krainzem do Backebergova rodu Mediolobivia, zatímco Fričův popis zůstal zapomenut. Proto když roku 1956 popsal Backeberg čtyři původní Fričovy taxony jako variety, přiřadil je k druhu Mediolobivia schmiedcheniana: M. schmiedcheniana var. einsteinii, var. karreri, var. steineckei a var. rubriviridis. Všechny tyto taxony kromě M. schmiedcheniana var. karreri přeřadili roku 1963 A. Buining a J. Donald do rodu Rebutia jako variety a formy druhu R. einsteinii: R. einsteinii f. schmiedcheniana (Köhler) Buin. et Don., R. einsteinii var. steineckei (Frič ex Backeb.) Buin. et Don., R. einsteinii var. rubriviridis (Frič ex Backeb.) Buin. et Don., R. einsteinii var. conoidea (Wessn.) Buin. et Don., R. einsteinii var. columnaris (Wessn.) Buin. et Don. Roku 1973 byl popsán R. Kieslingem další taxon ze širšího příbuzenstva R. einsteinii jako Rebutia gonjianii, roku 1987 W. Rauschem R. einsteinii var. atrospinosa (jako Lobivia) a roku 2002 R. Slabou Rebutia fischeriana.
R. einsteinii pocházela jen z nálezů A. V. Friče, po desetiletí pak nebyla znovu nalezena, až teprve v mnohem novější době bylo objeveno více lokalit s jejím výskytem. S R. einsteinii byla spojena řada sběrů, kromě WR 509, 509a (v.), 794 (v.), L 476 (?v.), 477 (?) a 533 (?v.) to nověji byly i sběry LF 55A, 55C, 166 (v.), 167 (f.), 176 (f.), MN 100, 103, 106, 110 (v.), 147 (?v.), 171b(?v.), 188 (v.), 194 (v.), 195 (v.), 214, 220 i SE 51 (f.).

## Výskyt a rozšíření
Rebutia einsteinii pochází z Argentiny, z hraničního území provincií Salta a Jujuy, areál výskytu se nalézá v okolí Vulcan Chani, ve velehorských polohách. A. V. Fričem udávaná nadmořská výška kolem 5000 m je určitě nadsazená, přesto však se jedná o vysokohorské rostliny. Místo původu R. gonjianii se nalézá ve výšce 3200 – 3500 m v pohoří Quebrada del Toro v provincii Jujuy, u var. atrospinosa bylo jako naleziště uvedeno Cachinal, v nadmořské výšce 4100 m (Argentina, provincie Salta).
U novějších nálezů spojovaných s R. einsteinii je lokalizace poměrně široká, uvedená naleziště se týkají jak provincie Salta (Quebrada del Toro, Tastil, Nevados de Acay, Santa Rosa de Tastil, Alfarcito), tak i provincie Jujuy (Ronqui Angosto, Las Cuevas, Iturbe, Purmamarca, Arroyo Inca Huasi), v nadmořských výškách 2500 až 3950 m.